# Den firbenede Sherlock Holmes
Den firbenede Sherlock Holmes er en dansk stumfilm fra 1918 produceret af Nordisk Films Kompagni med instruktion og manuskript af Lau Lauritzen Sr.
Filmen er af Nordisk Film beskrivet som et lystspil og en farce.

## Handling
Hr. Nokke (spillet af Rasmus Christiansen) er en ung mand, der beskæftiger sig som privatdetektiv men sin "geniale" hund som medhjælper. Hr. Nokke får overdraget en sag om den skumle bande, De kulørte Sixpencer, der vil bombe den tibetanske gesandts residens. Ved hjælp af hunden lykkes det Hr. Nokke at opklare mysteriet.

## Medvirkende
- Rasmus Christiansen som privatdetektiven Nokke
- Louis Melander, som Ammonisechowski
- Peter Jørgensen som Den tibetanske gesandt